# Mamoru Oshii
 (mars 2009).
Si vous disposez d'ouvrages ou d'articles de référence ou si vous connaissez des sites web de qualité traitant du thème abordé ici, merci de compléter l'article en donnant les références utiles à sa vérifiabilité et en les liant à la section « Notes et références ».
Mamoru Oshii (押井 守, Oshii Mamoru), né le 8 août 1951 à Ōta, un arrondissement de Tōkyō, au Japon, est un réalisateur japonais de cinéma d'animation et de cinéma, producteur et scénariste de manga, feuilletons radiophoniques, jeux vidéo, cinéma et auteur de romans et d'essais.
Il vit actuellement à Atami dans la préfecture de Shizuoka.

## Carrière
Durant ses études, Mamoru Oshii est fasciné par le film La Jetée de Chris Marker ainsi que par les films de Andrzej Wajda, Jerzy Kawalerowicz, Andrzej Munk et Ingmar Bergman.
Il est très marqué par l'un de ses professeurs, M. Aramaka, qui inspira un des personnages de Patlabor. Celui-ci avait une très grande culture cinématographique et un grand esprit critique mais était peu apprécié des autres étudiants.
Il sort diplômé en 1976 de The Fine Arts Education School of the Education Department of Tokyo Liberal Arts University (Tokyo gakugei daigaku). Il entre l'année suivante à Tatsunoko Production et travaille comme réalisateur sur son premier film d'animation Ippatsu Kanta-kun.
En 1980, il part au Studio Pierrot sous la supervision de son mentor Hisayuki Toriumi. Durant la production de Nils no fushigi na tabi et des séries télévisées Kagaku ninja-tai Gatchaman II, il rencontre ses futurs collaborateurs, le scénariste Kazunori Ito (en) et le dessinateur Yoshitaka Amano.
Le travail de Mamoru Oshii sur la série télévisée Urusei Yatsura le place sous les projecteurs. Il réalise deux longs métrages à partir de la série, Urusei Yatsura: Only You en 1983 et Lamu : Un Rêve sans fin en 1984.
Si le premier film est directement adapté de la série, le second s'en détache largement et est un des premiers exemples du style de Mamoru Oshii. Il s'était tant écarté de l'histoire originale que la créatrice du manga original Rumiko Takahashi avait difficilement accepté le scénario.
Alors qu'il travaille pour Studio Pierrot, Oshii réalise la première série OVA Dallos, en 1983, pour le compte de Bandai. Il quitte le studio Pierrot en 1984 et travaille depuis toujours en indépendant. Il réalise alors L'Œuf de l'ange (Tenshi no tamago), un film aux thèmes bibliques avec des personnages dessinés par Yoshitaka Amano.
Le producteur du film Toshio Suzuki fondera plus tard le célèbre Studio Ghibli. Après la sortie du film, Miyazaki et Takahata collaborent avec Oshii sur son film suivant Anchor.
Le projet est rapidement annulé pour désaccord artistique dans le trio. Malgré leurs différences, Toshio Suzuki et le Studio Ghibli participeront vingt ans plus tard à la production d’Innocence : Ghost in the Shell 2. Les réalisateurs sont toutefois restés respectueux mais sceptiques vis-à-vis du travail des autres, Oshii critiquant le côté idéaliste des films de Miyazaki, celui-ci reprochant au premier de ne pas chercher assez le divertissement.
À la fin des années 1980, Oshii est sollicité par son ami Kazunori Ito (en) pour rejoindre Headgear en tant que réalisateur. Headgear était un collectif de professionnels cherchant à promouvoir les travaux des membres et à nouer des contacts avec les producteurs. L'équipe comprenait les talents des scénaristes Kazunori Ito et Masami Yūki, du compositeur Kenji Kawai, du designer Yutaka Izubuchi (en), des réalisateurs d'anime Kazuchika Kise et Hiromasa Ogura et du concepteur de personnages Akemi Takada. Ils ont conçu ensemble Police Patlabor OVA en 1988, Twilight Q Épisode 2: Meikyu Bukken File 538 en 1987, The Patlabor: The Movie en 1989, et Patlabor 2: The Movie en 1993.
Réalisés en pleine crise économique japonaise, la série et les films Patlabor montrent un futur proche où la crise sociale et les défis écologiques ont été résolus grâce à la technologie.
À cette époque, Oshii réalise trois films où il met en scène l'acteur Shigeru Chiba. Il commence par Lunettes rouges, en 1987, qui est un film noir faisant explicitement référence à La Jetée de Chris Marker, bien avant L'Armée des douze singes de Terry Gilliam, et où il cite aussi bien de grands auteurs dont William Shakespeare et Alexandre Pouchkine que des chanteurs populaires comme Kenji Suzuki [Lequel ?] à la manière d'un Jean-Luc Godard pour lequel Oshii ne cache ni son admiration, ni son inspiration. Il poursuit en 1991 avec Stray Dogs: Kerberos Panzer Cops mêlant action, comédie et contemplation à la Patlabor The Movie 2. Il tourne enfin Talking Head en 1992, un film policier surréaliste largement expérimental.
En 1995, Mamoru Oshii réalise l'anime cyberpunk Ghost in the Shell qui marque durablement l'animation et le rend célèbre au Japon, aux États-Unis et en Europe.
Après cinq ans où il travaille sur d'autres projets, Oshii retourne à la réalisation avec son très attendu film nippo-polonais Avalon qui est montré au Festival de Cannes en 2001.
Son film Innocence: Ghost in the Shell a été le premier film d'animation sélectionné pour concourir pour la Palme d'Or à Cannes.

## Style

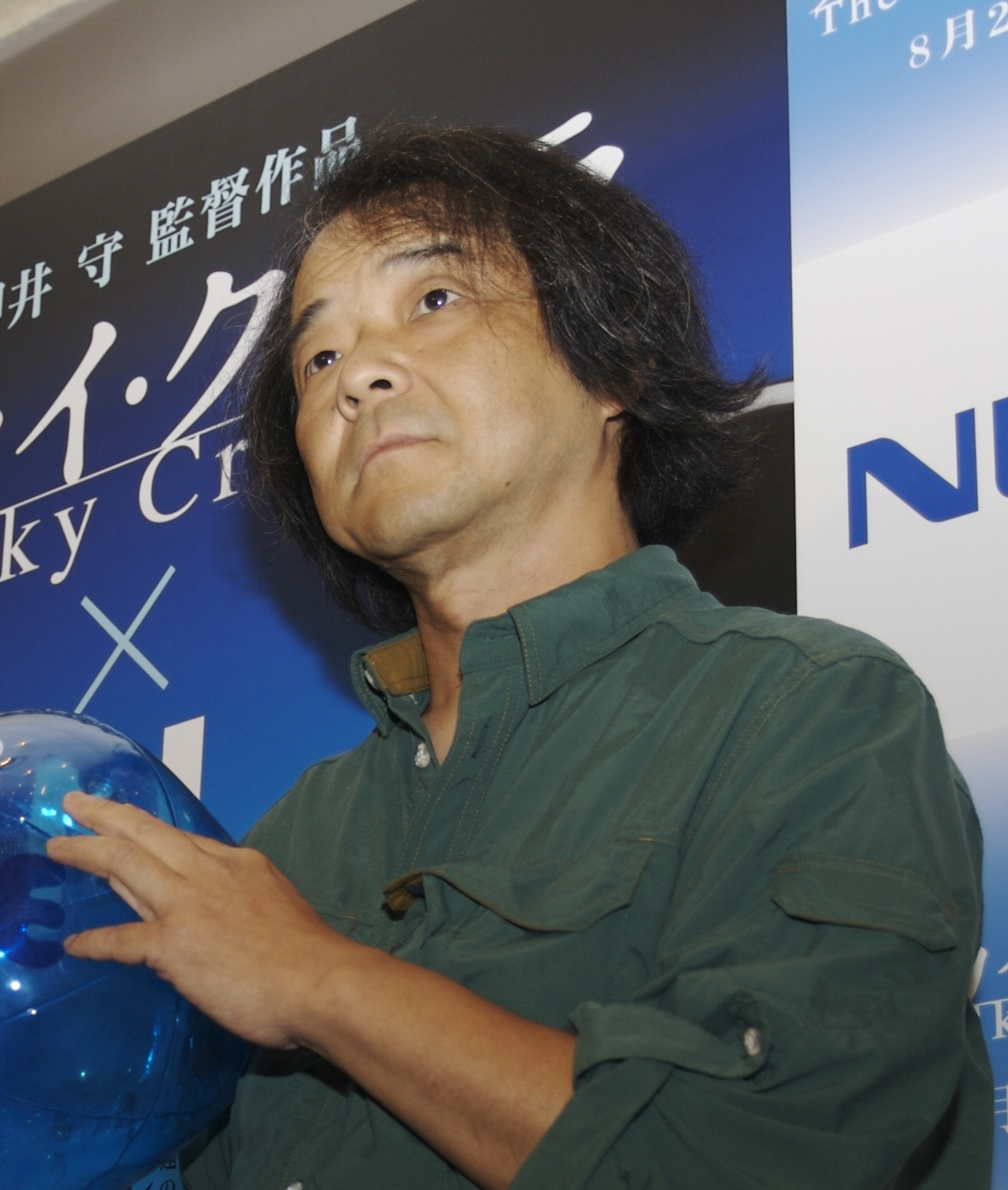
Mamoru Oshii en 2008 lors de la promotion de.

Les films de Mamoru Oshii sont généralement composés de scènes lentes rythmées par quelques scènes d'action rapides.
On retrouve régulièrement des groupes d'oiseaux et un basset notamment dans Ghost in the Shell 2 et Avalon.
Oshii a profondément transformé les mangas qu'il adaptait en créant une atmosphère lente et méditative. Ainsi dans Ghost in the Shell, il a supprimé l'humour présent dans le manga de Masamune Shirow.
Oshii a également écrit et réalisé des animes et films à partir de sa vision personnelle du monde, influencée par le mouvement étudiant ANPO Hantai des années 1960 et 1970 qui s'opposait au traité de sécurité conclu entre les États-Unis et le Japon. Le mouvement périclitait quand il s'y engagea, ce qui a certainement rendu Oshii plus cynique que d'anciens membres du mouvement comme Hayao Miyazaki et Isao Takahata. Son premier film politique est Akai Megane (« Lunettes Rouges » en français) où il dépeint un Japon en proie au totalitarisme et à la corruption dans les années 1990.
Le style particulier d'Oshii a été imité par des réalisateurs nord-américains, notamment les Wachowski pour leur film SF au succès international The Matrix en 1999. De leur aveu même[réf. nécessaire], les Wachowski ont présenté leur projet au producteur Joey Silver comme « un Ghost in the Shell version live », c’est-à-dire passé de l'animation à un film avec des acteurs en chair et en os. Ainsi, The Matrix contient plusieurs scènes entières, y compris le célèbre générique d'ouverture, renvoyant directement au Ghost in the Shell de Mamoru Oshii. Un autre réalisateur de science-fiction nord-américain, James Cameron (The Terminator et Terminator 2: Judgement Day), ne cache pas son admiration pour les « excellents » films de Mamoru Oshii qu'il qualifie d'« œuvres visionnaires »[réf. nécessaire].

## Saga Kerberos
La saga des Kerberos (le cerbère de la mythologie grecque) est sans doute l'œuvre à laquelle Oshii est le plus intimement lié. Elle débuta en 1987 par un premier film en noir et blanc (avec deux segments en couleur, à la Avalon) Lunettes rouges, se poursuivit de 1988 à 2000 par une série de BD (manga) Kerberos Panzer Cop dont il est le scénariste, se continua en 1991 par un second film cette fois entièrement en couleur et disposant de plus de moyens Stray Dog Kerberos Panzer Cops, tourné à Taïwan, puis le cycle se poursuivit en 1999 par l'adaptation en film d'animation du premier tome de son manga (Acte I~4), Jin-Roh, qui est réalisé par un de ses disciples Hiroyuki Okiura. En 2004, un célèbre jeu vidéo Killzone développé en Hollande (à l'exception du concept design et des illustrations de Xavier Marquis) reprend officieusement les célèbres Kerbéros imaginés par Oshii, de même que la BD américaine (comic) tirée du jeu vidéo en 2005. La même année, le jeu Killzone est finalement édité au Japon et Mamoru Oshii relance sa Kerberos Saga en BD (manga) avec le troisième tome Kerberos Saga Rainy Dogs (en) dont il est le scénariste.
En 2006, pour fêter les 20 ans de la saga, il imagine, non sans avoir été influencé par Images Of The Last Battalion court animé/CG basé sur l'univers Kerberos et réalisé par un étudiant, une préquelle à sa saga. Il choisit de déplacer l'action en Europe, plus précisément sur le Front de l'Est dans les années 1940. Les origines de l'unité de police tokyoïte Kerberos Panzer Cop sont en réalité militaires et allemandes. Cette nouvelle extension de son univers Kerberos est sorti sous la forme d'une série drama, qui sera à l'avenir commercialisée sous forme de CD, au Japon uniquement. Son nom est Kerberos Panzer Jager, dont Jager signifie « chasseur » en allemand. À la suite de la projection d’Images of the Last Battalion, qui a impressionné Oshii, lors de l'opération de lancement de sa série drama, le réalisateur japonais a annoncé qu'un projet de film d'animation, utilisant la 3D était envisagé pour dans trois ans.

## Autres travaux
Oshii est également scénariste à la fois pour le petit et pour le grand écran, scénariste de mangas (BD japonaise) et auteur prolifique de romans, livres d'explications et d'essais. En véritable créateur multimédia, le travail de Mamoru Oshii comprend aussi divers supports réservés au marché japonais comme des feuilletons audiophoniques ou Drama CD (dont The Great Maze of Overkill (不帰の迷宮) et En Attendant Les Lunettes Rouges / (紅い眼鏡を待ちつつ) — préquelle au film The Red Spectacles — et des jeux vidéo (Sansara Naga en 1994, Mobile Police Patlabor ~Formula '98 it starts! en 1992) puis MiniPato sur PSP en 2005.
Il a écrit de 1988 à 2000 le scénario du manga Kerberos Panzer Cop (犬狼伝説) dessiné par Kamui Fujiwara (ja) (Studio 2B) — connu pour Raïka — et distribué par Nihon Shuppansha, (compilation en un volume de 1990 et sa réédition de 1993) puis par Kadokawa Shoten (réédition en deux volumes de 1999 et 2000). Il s'agit d'une BD noir et blanc en deux volumes (Actes 1 à 8), dont la première saison (Actes 1 à 4) a été traduite et distribuée aux États-Unis en six volumes par Dark Horse Comics en 1994 sous le nom Hellhounds: Panzer Cops ; par ailleurs, cette édition américaine dispose de différentes illustrations de couverture au style résolument comic (BD américaine) réalisées par divers dessinateurs dont Cully Hamner et Jason Pearson. De 1996 à 1997, cette version américaine a été traduite en allemand et sérialisée dans Manga Power en six volumes également. Kerberos Panzer Cop, lui permet à son créateur de reprendre et de développer le thème déjà abordé, un an auparavant, dans son premier film The Red Spectacles (Akai Megane) des Kerberos (c'est-à-dire les Cerbères en français).
En 1994 c'est au tour du manga Seibu Shinjuku sensen ijō nashi.
Il est l'auteur du roman en deux volumes Mobile Police Patalabor Tokyo War (機動警察パトレイバー, Tokyo War) basé sur la populaire série TV Patalabor qu'il a par ailleurs porté deux fois au grand écran quelques années auparavant.
Il a également écrit le scénario du manga Seraphim dessiné par Satoshi Kon et celui du film d'animation Jin-Roh, la brigade des loups en 1999 qui est l'adaptation du premier volume de son manga Kerberos Panzer Cop, projetés à l'époque dans les futures années 1990, à la différence près que l'animation réalisée par Hiroyuki Ogiura, est une rétro-fiction qui les re-situent dans le Japon des années 1950.
En 2000 il a supervisé la conception du moyen-métrage d'animation Blood: The Last Vampire, il écrivit ensuite un des romans Blood: The Last Vampire, par ailleurs traduit et édité aux États-Unis et en France respectivement en 2005 et 2006, et dont est inspirée la série hebdomadaire en cours de production pour la télévision japonaise.
À la rentrée 2003, il publie une nouvelle série BD, prépubliée dans le magazine Shōnen Ace de Kadokawa. Ce nouveau manga est la suite de l'édition complète de 2000 de son thème fétiche des Kenroh densetsu sous le nom Kerberos Saga Rainy Dogs (en) (犬狼伝説 紅い足痕) ; il en écrit le scénario tandis que les illustrations sont assurées par Mamoru Sugiura (杉浦 守).
Installation média artistique en trois dimensions Open Your Mind/めざめの方舟 réalisée à l'occasion de la première Exposition universelle du XXIe siècle, l'Expo 2005 Aichi Japan, sur le plus grand écran du monde.
En 2006, il réalise Tachiguichi-Retsuden (Tachigui, Les extraordinaires aventures des escrocs de la restauration rapide), dont le thème original, déjà largement entre-aperçu dans plusieurs de ses œuvres (Lunettes rouges, Stray Dogs et Avalon), est celui de la cuisine. Son nouveau film d'animation, réalisé en « superlivemation », retrace 60 années de l'histoire de la société japonaise (de 1945 à 2006) au travers de l'évolution de sa nourriture. De la bouche même de son créateur, le superlivemation est une technique d'animation permettant de produire une œuvre à mi-chemin entre une animation hyper détaillée et un film dépouillé. Déjà découvert chez Oshii dans Avalon au travers les effets spéciaux des explosions des véhicules et personnages en 2D dans le jeu d'Ash, puis dans MiniPato et son adaptation en jeu vidéo sur PSP. Le superlivemation repose sur la numérisation et retouche de photographies, au travers une vingtaine d'étapes vont permettre d'obtenir des personnages et un environnement d'apparence cinématographique mais en réalité en 3D plate. Quand ils se déplacent, les personnages révèlent une épaisseur de la taille d'une feuille de papier. Cette nouvelle façon d'aborder l'image a été, partiellement, vue en France en 2005 par le biais de la publicité du Renault Espace et du personnage de BD, M. Hector, s'échappant de son plan 2D et partir en quête de liberté et d'aventure. À la différence de la publicité française, l'environnement du film d'Oshii est lui aussi en 3D plate.
En mars 2023, Mamoru Oshii préside le jury du premier film d'animation international qui a eu lieu a Niigata, Japon.
En juin 2025, il apparaît comme invité dans le jeu Death Stranding 2: On the Beach de Hideo Kojima.

## Filmographie sélective

### Réalisateur

#### Longs-métrages d'animation
- 1983 : Lamu 1, Only You (Urusei Yatsura vol.1 ~Onri yū~, うる星やつら 1 ~オンリー・ユー~)
- 1984 : Lamu : Un rêve sans fin (Urusei Yatsura vol.2 ~byūtifuru dorīmā~, うる星やつら 2 ~ビューティフル・ドリーマー~)
- 1985 : L'Œuf de l'Ange (Tenshi no tamago, 天使のたまご)
- 1990 : Maroko (en) (麿子)
- 1990 : Patlabor  (Kidō keisatsu patorebā ~The movie~, 機動警察パトレイバー 劇場版)
- 1993 : Patlabor 2 (Kidō keisatsu patorebā 2 ~The movie~, 機動警察パトレイバー2 劇場版)
- 1995 : Ghost in the Shell (Kōkaku kidōtai, 攻殻機動隊)
- 2004 : Ghost in the Shell 2: Innocence (Inosensu, イノセンス)
- 2006 : Tachiguishi-Retsuden (en) (立喰師列伝) animation en « superlivemation »
- 2008 : Ghost in the Shell 2.0 (Ghost in the Shell / 攻殻機動隊2.0)
- 2008 : The Sky Crawlers (Sukai Kurora, スカイ・クロラ)

#### Courts-métrages d'animation
- 2007 : Ani-Kuri 15 - segment « Project Mermaid »
- 2009 : Halo Legends (« Le Duel »)
- 2010 : Je t'aime (clip pour le groupe japonais Glay)[4]

#### Longs-métrages en prise de vues réelle
- 1987 : Lunettes rouges (Akai megane, 紅い眼鏡)
- 1991 : Stray Dogs, Kerberos Panzer Cops (Keruberosu: Jigoku no banken, ケルベロス ~地獄の番犬~)
- 1992 : Talking Head (en) (トーキング・ヘッド)
- 2001 : Avalon (アヴァロン)
- 2008 : Tachiguishi-Retsuden (en)
- 2009 : Assault Girls (アサルトガールズ, Asaruto gāruzu?)
- 2014 : Garm Wars: The Last Druid
- 2015 : The Next Generation: Patlabor (en)
- 2015 : Tōkyō Mukokuseki Shōjo (en)
- 2022 : Chii tomodachi

#### Courts-métrages en prise de vues réelle
- 2003 : .50 Woman (ハーフウーマン, Half woman)

l'un des cinq courts-métrages faisant partie de l'œuvre collective Killers (キラーズ)

#### Cinéma à Thème
- 2005 : Open Your Mind (めざめの方舟, Mezame no hakobune)

installation multimédia sur 360° mélangeant animation en CG et vidéo

#### Vidéo
- 1983 : Dallos (ダロス)

naissance de l'original video animation (OVA).
- 1987 : Twilight Q Mystery Article File 538 (Towairaito Kyu Meikyuu Bukken Fairu Gohyaku-Sanjyu-Hachi, トワイライトQ 迷宮物件FILE538)
- 1988 : Patlabor (Kidō keisatsu patorebā, 機動警察パトレイバー)

série de 7 OVA
- 1989 : Gosenzosama banbanzai

série de 6 OVA
- 2006 : Onna Tachiguishi-Retsuden (女立喰師外伝 ケツネコロッケのお銀 ~パレスチナ死闘篇~, Onna tachiguishi-retsuden ketsune korokke no ogin: paresuchina shitou ippen)

court-métrage en prise vues réelle

#### Séries télévisées
- 1980 : Le Merveilleux voyage de Nils Holgersson (Nirusu no fushigina tabi, ニルスのふしぎな旅)

épisodes 6, 9, 10, 13, 23, 49 et 51
- 1981 : Lamu (Urusei Yatsura, うる星やつら)

coréalisé avec Kazuo Yamazaki
- 2014 : The Next Generation Patlabor

série en prise de vues réelle
- 2017 : Sand Whale and Me

capsules en prise de vues réelle basées sur Assault Girls

### Producteur
- 2000 : Blood, The Last Vampire

### Scénariste
- 1981 : Lamu (Urusei Yatsura, うる星やつら)

d'après le manga de Rumiko Takahashi
- 1983 : Urusei Yatsura 1, Only You (Urusei Yatsura 1 ~Onri Yū~, うる星やつら 1 ~オンリー・ユー~)

coécrit avec Tomoko Konparu, d'après le manga de Rumiko Takahashi
- 1983 : Spoon Obasan (原画, スプーンおばさん, « La vieille dame à la cuillère »)

série TV coécrite avec Keiko Maruo, Maki Nakahara et Masaaki Sakurai
- 1984 : Lamu : Un Rêve sans fin (Urusei Yatsura 2 ~Byūtifuru dorīmā~, うる星やつら 2 ~ビューティフル・ドリーマー~)

d'après le manga de Rumiko Takahashi
- 1985 : L'Œuf de l'Ange (Tenshi no Tamago, 天使のたまご)

coécrit avec Yoshitaka Amano
- 1987 : Lunettes rouges (Akai megane, 紅い眼鏡)

coécrit avec Kazunori Itō (en)
- 1988 : In the Aftermath

coécrit avec Carl Colpaert
- 1991 : Stray Dogs, Kerberos Panzer Cops (Keruberosu: Jigoku no banken, ケルベロス ~地獄の番犬~)
- 1992 : Talking Head (トーキング・ヘッド)
- 1999 : Jin-Roh, la brigade des loups (人狼)
- 2002 : Minipato (Minipato, Mobile police Patlabor minimum, ミニパト)

série de trois courts-métrages d'animation SD
- 2003 : .50 Woman (ハーフウーマン, Half Woman)

l'un des cinq courts-métrages faisant partie de l'œuvre collective Killers (キラーズ)
- 2004 : Innocence : Ghost in the Shell 2 (Inosensu, イノセンス)

d'après le manga de Masamune Shirow
- 2005 : Elle is Burning!

réalisé par Kenta Fukasaku)
- 2021 :  Lupin the Third : Part 6